# كلوستريديوم جدة
كلوستريديوم جداهينز أو كلوستريديوم جدة هي بكتيريا موجبة غرام من جنس كلوستريديوم عزلت من براز بشري في السعودية.